# Vechtsebanen
Le Vechtsebanen est un complexe sportif localisé à Utrecht, aux Pays-Bas.
Il comprend une longue piste de 400 mètres en plein air. Il est facilement accessible depuis la gare Utrecht Zuilen. Le stade accueille également de nombreux événements et festivals musicaux ; des festivals comme ceux de la scène gabber ont été organisés comme Ghosttown et Thunderdome.